# Álvaro Obregón (Mexico)
Álvaro Obregón est l'une des seize divisions territoriales (demarcaciones territoriales) de Mexico, capitale du Mexique. Son siège est Colonia Tolteca.

## Situation géographique
Álvaro Obregón s'étend sur 96,39 km2 dans l'ouest de Mexico. Elle est limitrophe de Miguel Hidalgo au nord, Benito Juárez et Coyoacán à l'est, Magdalena Contreras et Tlalpan au sud et Cuajimalpa à l'ouest.
Il est dominé par la colline Triangulo et couvert d'une importante surface d'espaces verts.

## Histoire
L'arrondissement porte le nom d'Álvaro Obregón, militaire et homme politique, président du Mexique de 1920 à 1924. Celui-ci est mort assassiné dans l'arrondissement.

## Démographie
Selon le recensement de 2020, l'arrondissement d'Álvaro Obregón compte 759 137 habitants et possède une densité de population de 7 538,7 habitants au km2. Environ 52,45 % des habitants sont des femmes.